# Oliver!

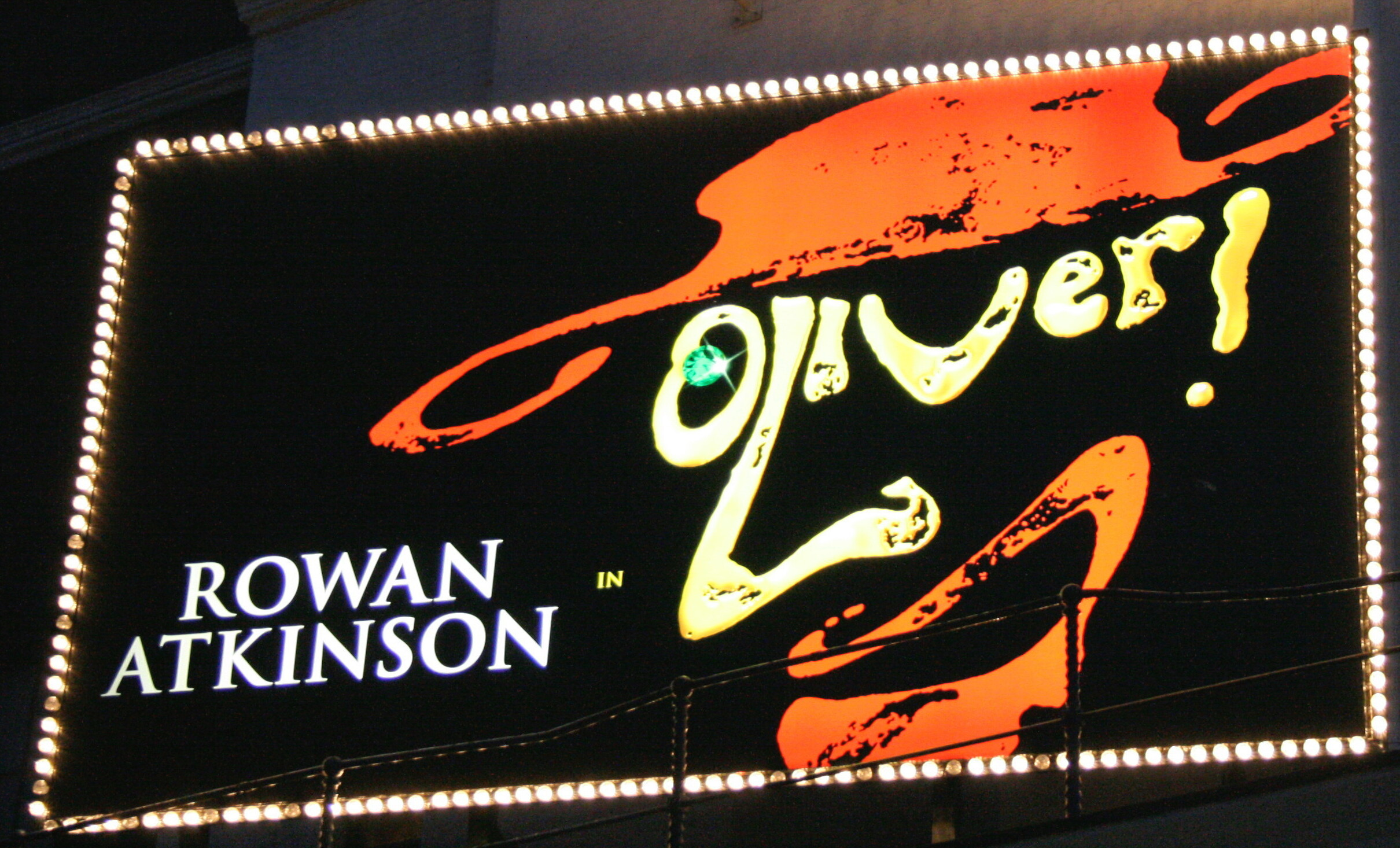

Oliver! är en brittisk musikal baserad på Charles Dickens klassiska roman Oliver Twist. Musikalen hade urpremiär i juni 1960 i West End. Text och musik är skriven av Lionel Bart.
Musikalen innehåller flera klassiker, såsom "Food glorious food" "Consider yourself" "I'd do anything" "You've Got to Pick a Pocket or Two", "Oom-Pah-Pah" och "Where is Love?".
1968 gjordes en filmversion av pjäsen, i regi av Carol Reed. Filmen vann hela sex Oscars vid Oscarsgalan 1969.

## Svenska uppsättningar
Oliver! hade svensk premiär 13 september 1961 på Oscarsteatern i översättning av Gösta Rybrant och regi av Sven Aage Larsen.
I rollerna:
- Oliver – Göran Swartz/Roger Nordin
- Räven – Mats Ek/Jonas Bergström
- Fagin – Jarl Kulle
- Bill Sikes – Bengt Rundgren
- Nancy – Grethe Thordahl
- Mr Bumble – Curt Ericson
- Noah Claypole – Åke Harnesk
- Mr Brownlow – Ragnar Arvedson
- Mrs Bedwin – Dora Söderberg

Sommaren 2019 sattes Oliver upp av Kolhusteatern i Hälleforsnäs. På hösten 2019 sätts den upp på Göteborgsoperan.

### Fotnoter
1. ↑  Folke Hähnel (15 september 1961). ”'Oliver' på Oscarsteatern”. Dagens Nyheter:  s. 20. http://arkivet.dn.se/arkivet/tidning/1961-09-15/250/20. Läst 22 augusti 2015.